# Mráz

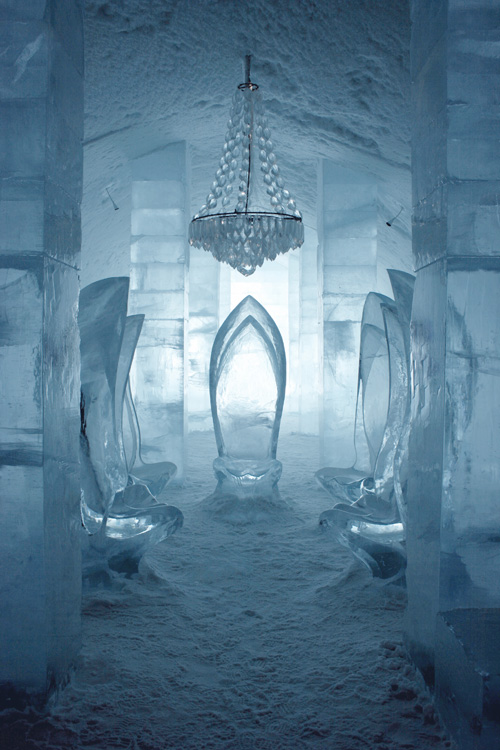
Interiér Ledového hotelu v Jukkasjärvi

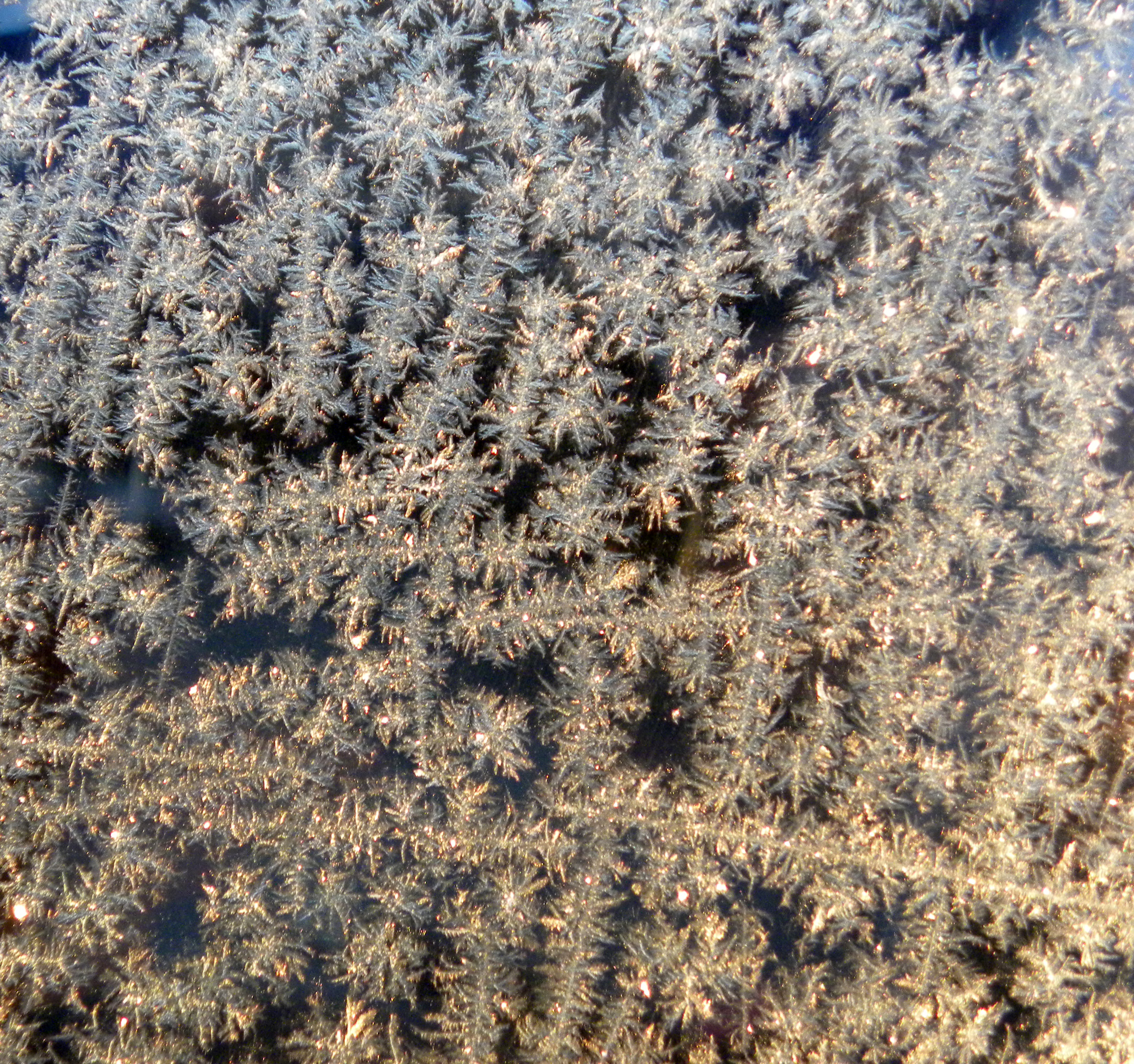
Jinovatka na skle

Mráz je stav, kdy teplota v prostředí klesne pod 0 °C (32 °F, 273,15 K), čili pod bod mrazu. Voda mění skupenství z kapalného na pevné, tedy tuhne, což vede k významným změnám. Dešťové srážky jsou nahrazeny sněhovými. Voda při dotyku s pevným promrzlým povrchem se mění v led, rostou ledové krystaly.

## Charakteristika a výskyt
Při zemském povrchu se mráz běžně vyskytuje v polárních oblastech a vysokých nadmořských výškách (po celý rok), a v mírném podnebném pásu (v chladném ročním období, tj. na severní polokouli v zimě a na jižní polokouli v létě). V subtropech mrzne jen výjimečně a v tropech (kromě velehor) nikdy. Při jinak stejných podmínkách mrzne častěji a silněji ve vnitrozemí (kontinentalita) než při pobřeží nebo na moři (oceánské klima).
Míra výskytu mrazu je důležitým činitelem životního prostředí a mnohé organismy jej nesnášejí. Většina organismů mráz v nějaké míře snese, některé jsou mu přímo přizpůsobeny (psychrofily, kryofyty).

## Využití
Mráz zastavuje rozkladné (a vůbec biologické) procesy, čehož se využívá pro dlouhodobé uchovávání potravin nebo jiných látek obsahujících vodu (mražení).
Extrémně nízkými teplotami (cca pod −180 °C) se zabývá kryogenika.

## V lidové slovesnosti
V pohanských kulturách žijících v oblastech s výskytem mrazů byl mráz běžně personifikován, často v podobě bělovlasého a bělovousého starce, který vládne zimě a sněhu. Zosobněním mrazu je např. Děda Mráz, Mrazík nebo Jack Frost.